# Vanessa edwardsi
Vanessa edwardsi är en fjärilsart som beskrevs av Grinnell 1913. Vanessa edwardsi ingår i släktet Vanessa och familjen praktfjärilar. Inga underarter finns listade i Catalogue of Life.